# Vulpicida
Vulpicida là một loài nấm địa y hóa trong họ Parmeliaceae. Được mô tả khoa học vào năm 1993 chứa các loài trước đây được đặt trong Cetraria, chi này phân bố rộng rãi ở Bắc Cực khu vực phía Bắc ôn đới, và có sáu loài. Chi này được đặc trưng bởi sự hiện diện của axit pulvinic và axit vulpinic chuyển hóa thứ cấp, hợp chất khi kết hợp với axit usnic, cung cấp cho các loài màu vàng và xanh lá cây đặc trưng.
Chi này đã được mô tả bởi Jan-Eric Mattson và Ming-Jou Lai trong một ấn phẩm Mycotaxon năm 1993, chứa các loài màu vàng có chứa axit vulpinic và axit pinastric và một nang hình duì cui. Mattson xuất bản một chuyên khảo của các chi một năm sau đó. Nhóm các loài được đưa vào chi trước đây đã được công nhận là một nhóm riêng biệt bởi nhà địa chi học Phần Lan Veli Räsänen vào năm 1952, người đã phân loại chúng trong chi Cetraria, phân chi Platysma, mục Flavidae, và tiểu mục Cucullatae. Loài điển hình là Vulpicida juniperinus, danh pháp ban đầu là Lichen juniperinus như mô tả của Carl Linnaeus trong tập thứ hai của Species Plantarum. năm 1753 của ông.
Tên chi Vulpicida có nguồn gốc từ vulpes từ tiếng Latin ("cáo") và CIDA ("người giết"), theo văn hóa dân gian nông dân Thụy Điển, địa y, khi tiêu thụ, giết chết cáo nhưng không giết chết chó hoặc chó sói.
Theo một phân tích phân tử năm 2009, sử dụng dữ liệu internal transcribed spacer từ năm trong sáu loài được biết đến, Vulpicida được ủng hộ là chi đơn ngành (có nguồn gốc từ một tổ tiên tiến hóa chung) khi sử dụng phân tích Bayesia. Sử dụng một phương pháp khác để suy luận phát sinh loài, PAUP (phylogenetic analysis using parsimony), chi là cận ngành, như Allocetraria lồng trong cùng một nhánh.

## Loài
Có 6 loài trong chi Vulpicida. Chúng được tìm thấy ở các khu vực bắc cực và phương bắc của Bắc bán cầu.
- V. canadensis (Räsänen) J.-E.Mattsson & M.J.Lai

Originally Cetraria junier var. canadensis, xuất bản bởi Räsänen năm 1933.
- V. juniperinus (L.) J.-E.Mattsson & M.J.Lai

Originally Lichen juniperinus, xuất bản bởi Linnaeus năm 1753.
- V. pinastri (Scop.) J.-E.Mattsson

Originally Lichen pinastra, xuất bản bởi Scopoli năm 1772.
- V. tilesii (Ach.) J.-E.Mattsson & M.J.Lai

Originally Cetraria tilesii, xuất bản bởi Acharius năm 1814.
- V. tubulosus (Schaer.) J.-E.Mattsson & M.J.Lai

Originally Cetraria juniperina (L.) Ach. var. tubulosa, xuất bản bởi Schaerer năm 1836.
- V. viridis (Schwein.) J.-E.Mattsson & M.J.Lai

Originally Cetraria viridis, xuất bản bởi Halsey, và quy cho Schweinitz năm 1824.
|               |             |            |                |            |
| V. canadensis | V. pinastri | V. viridis | V. juniperinus | V. tilesii |

## Hình ảnh

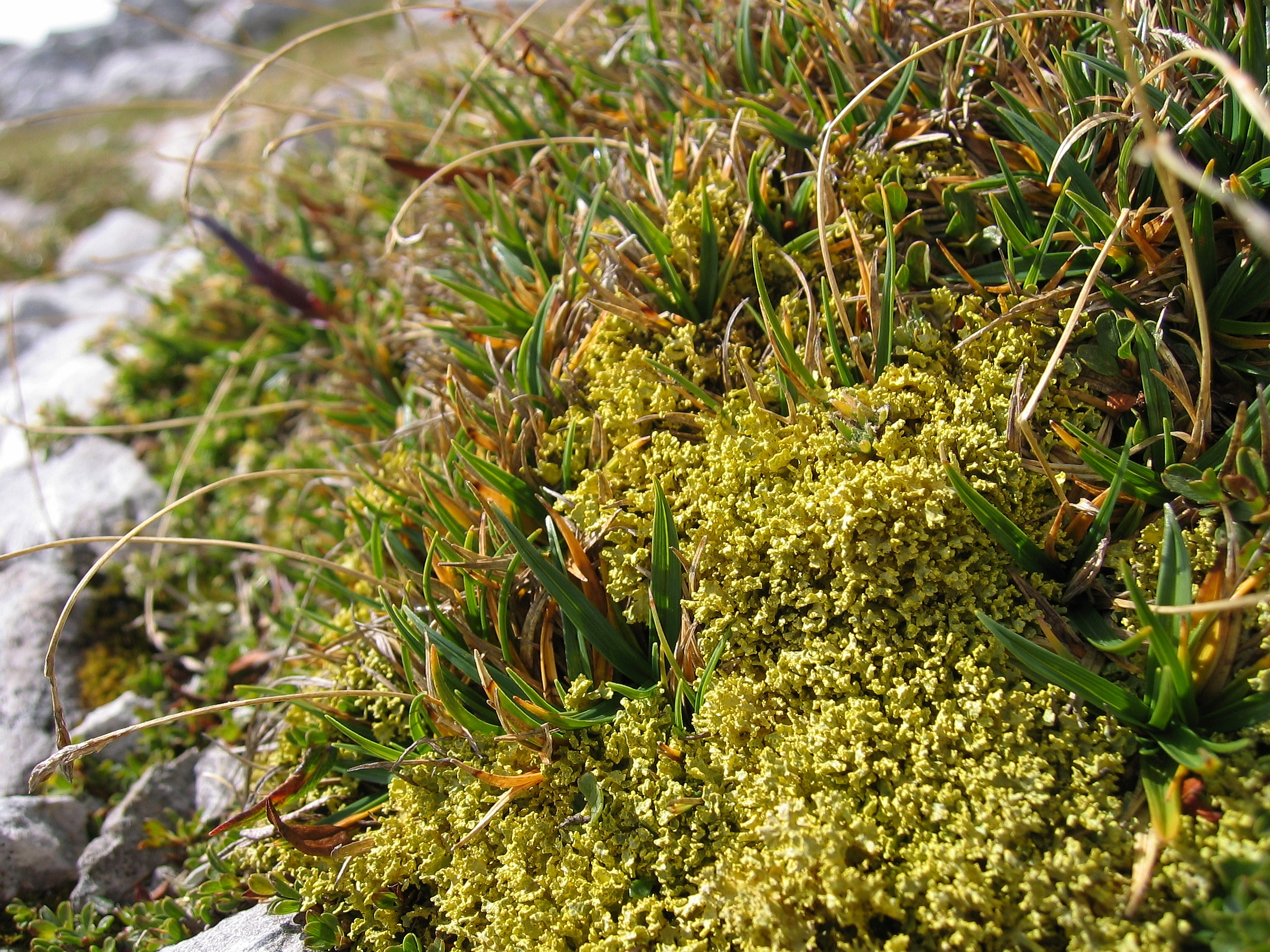
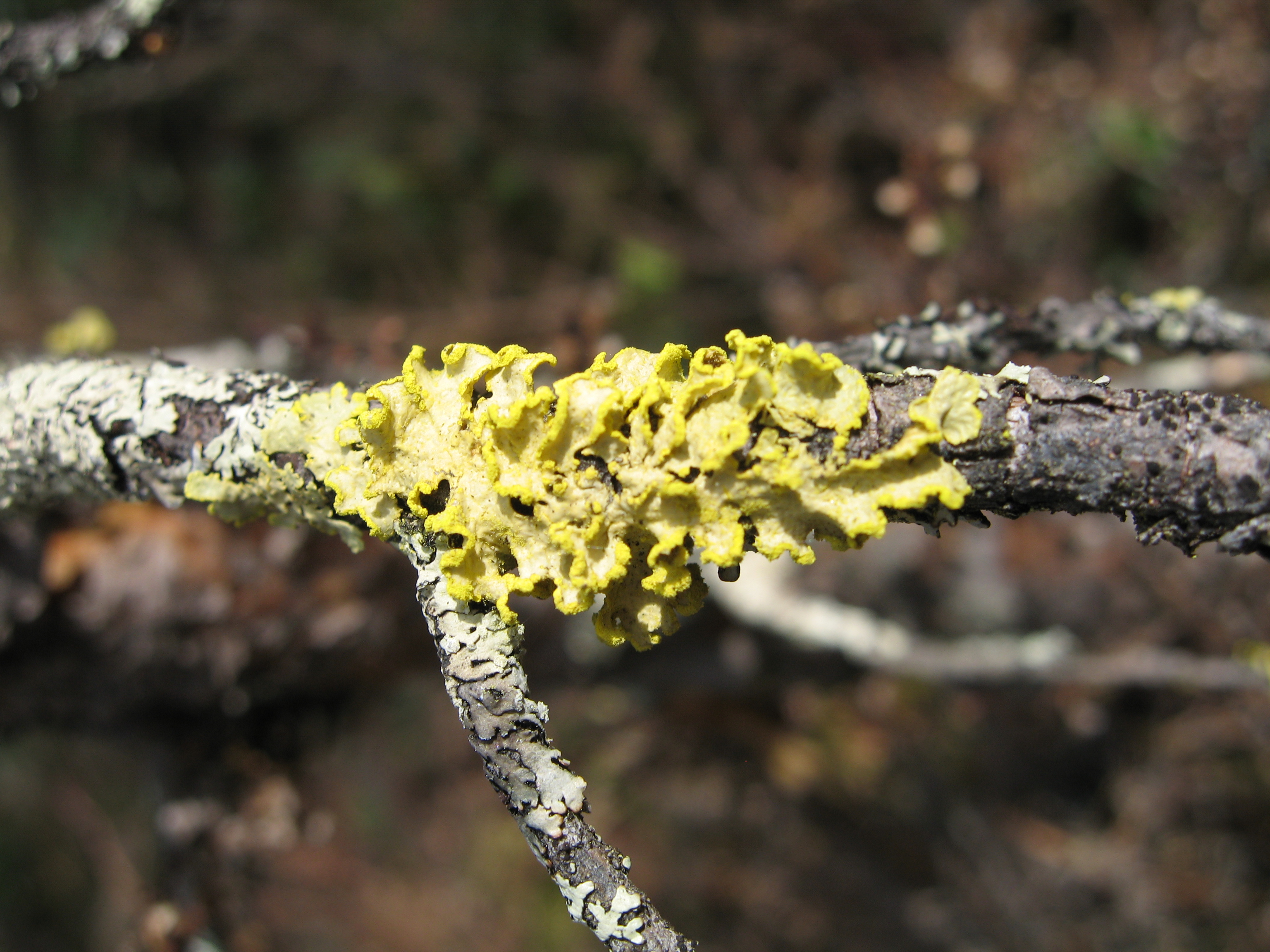